# Мілево (Ломжинський повіт)
Мілево (пол. Milewo) — село в Польщі, у гміні Ломжа Ломжинського повіту Підляського воєводства.
Населення — 163 особи (2011).
У 1975-1998 роках село належало до Ломжинського воєводства.

## Демографія
Демографічна структура станом на 31 березня 2011 року:
|          | Загалом | Допрацездатний вік | Працездатний вік | Постпрацездатний вік |
| -------- | ------- | ------------------ | ---------------- | -------------------- |
| Чоловіки | 84      | 20                 | 53               | 11                   |
| Жінки    | 79      | 15                 | 44               | 20                   |
| Разом    | 163     | 35                 | 97               | 31                   |